# Missiekruis

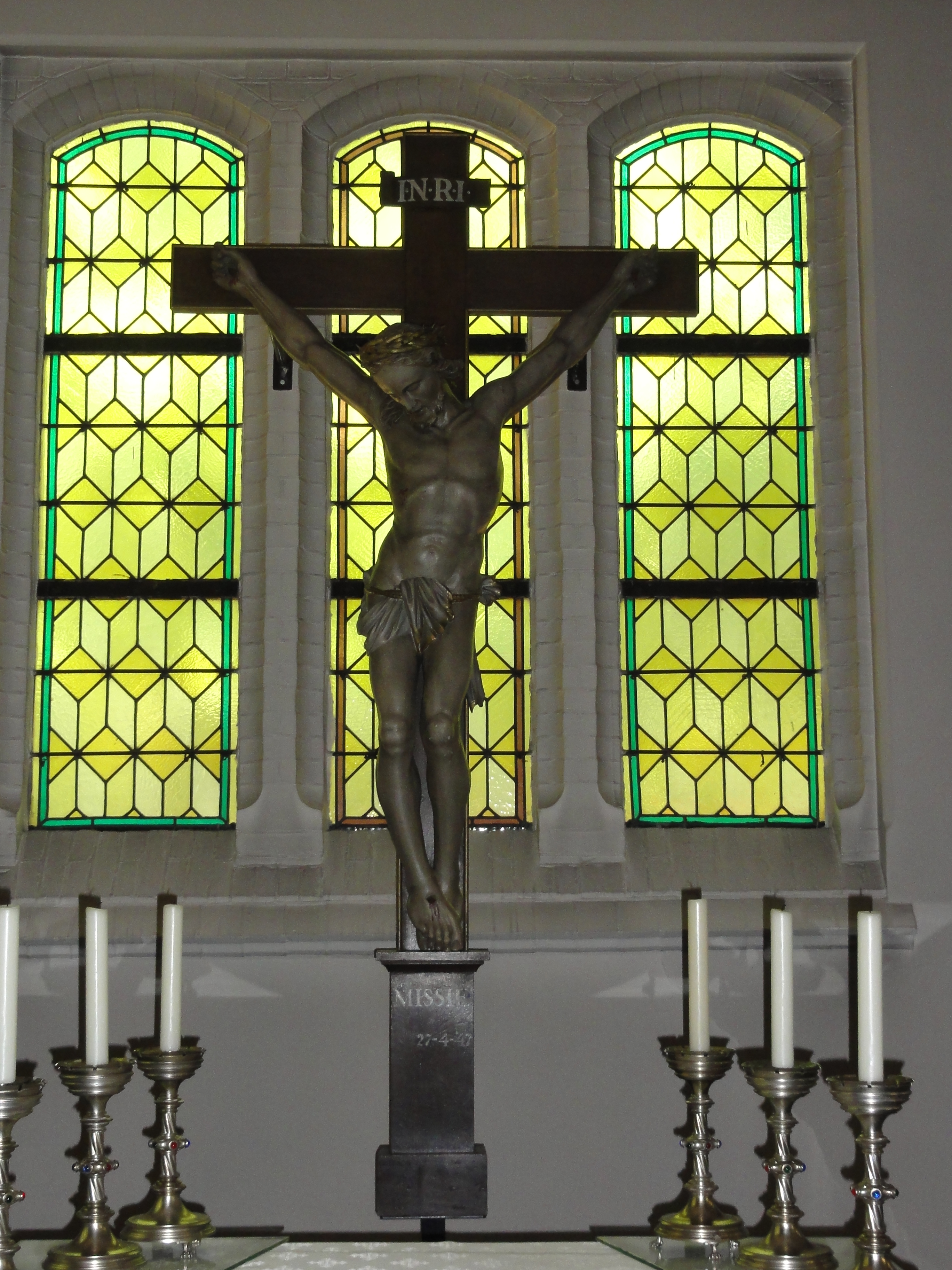
Missiekruis

Een missiekruis is een groot kruis dat in of buiten een kerk is opgericht ter herinnering aan een serie bijzondere godsdienstige oefeningen en plechtigheden, bijvoorbeeld een volksmissie.
Hierbij werd binnen een parochie het geloof opnieuw onder de aandacht gebracht. De biecht werd afgenomen en de missie werd afgesloten met de Heilige Communie door de gehele parochie. Dergelijke volksmissies vonden plaats in de tweede helft van de negentiende en de eerste helft van de twintigste eeuw. 